# Едвалдо Олівейра Шавес
Едвалдо Олівейра Шавес (порт. Edvaldo Oliveira Chaves, нар. 4 серпня 1958, Нільполіс) — бразильський футболіст, що грав на позиції півзахисника.
Виступав, зокрема, за клуби «Сантус» та «Сан-Паулу», а також національну збірну Бразилії.
Триразовий переможець Ліги Пауліста.

## Клубна кар'єра
Піта розпочав свою кар'єру в «Сантусі», в кому виступав з 1976 по 1984 роки та зіграв у 95 матчах чемпіонату. У бразильському чемпіонаті дебютував 27 листопада 1977 року в програному (1:4) поєдинку проти «Убераби». Разом з «Сантусом» здобув став переможцем чемпіонату Сан-Паулу — Ліги Пауліста в 1978 році.
З 1985 по 1988 роки виступав у «Сан-Паулу». Більшість часу, проведеного у складі «Сан-Паулу», був основним гравцем команди. У складі «Сан-Паулу» виграв чемпіонат Бразилії 1986 року та двічі ставав переможцем чемпіонату штату — 1985 та 1987 років. У 1988—1989 роках виступав у французькому клубі «Страсбур». Потім повернувся до Бразилії та підписав контракт з «Гуарані» (Кампінас). Останній матч у аищому дивізіоні бразильського чемпіонату зіграв у футболці «Гуарані» 6 грудня 1989 року (поразка з рахунком 1:2) проти «Віторії». Загалом у період з 1977 по 1989 рік у бразильському чемпіонаті зіграв 176 матчів та відзначився 26-ма голами. З 1990 по 1993 рік грав у складі японських команд «Фудзіта» та «Нагоя Грампус».
Завершив професійну ігрову кар'єру у клубі «Інтернасьйонал Лімейра», за команду якого виступав протягом 1994 року.

## Виступи за збірну
27 серпня 1980 року дебютував ву складі національної збірної Бразилії у переможному (1:0) товариському матчі проти Уругваю. Протягом кар'єри у національній команді, яка тривала 8 років, провів у формі головної команди країни лише 7 матчів. 12 грудня 1987 року востаннє вийшов на поле в футболці бразильської збірної в нічийному (1:1) поєдинку зі збірною ФРН.
У складі збірної був учасником розіграшу Кубка Америки 1979 року у різних країнах, на якому команда здобула бронзові нагороди.

## Статистика

### Клубна
| Клубні виступи | Клубні виступи    | Клубні виступи | Ліга  | Ліга |
| Сезон          | Клуб              | Ліга           | Матчі | Голи |
| Бразилія       | Бразилія          | Бразилія       | Ліга  | Ліга |
| -------------- | ----------------- | -------------- | ----- | ---- |
| 1977           | Сантус            | Серія A        | 3     | 1    |
| 1978           | Сантус            | Серія A        | 13    | 3    |
| 1979           | Сантус            |                | 0     | 0    |
| 1980           | Сантус            | Серія A        | 18    | 1    |
| 1981           | Сантус            | Серія A        | 4     | 1    |
| 1982           | Сантус            | Серія A        | 15    | 3    |
| 1983           | Сантус            | Серія A        | 24    | 4    |
| 1984           | Сантус            | Серія A        | 17    | 3    |
| 1985           | Сан-Паулу         | Серія A        | 20    | 4    |
| 1986           | Сан-Паулу         | Серія A        | 30    | 5    |
| 1987           | Сан-Паулу         | Серія A        | 14    | 2    |
| 1988           | Сан-Паулу         | Серія A        | 0     | 0    |
| Франція        | Франція           | Франція        | Ліга  | Ліга |
| 1988/89        | Страсбур          | Ліга 1         | 20    | 6    |
| Бразилія       | Бразилія          | Бразилія       | Ліга  | Ліга |
| 1989           | Гуарані           | Серія A        | 15    | 0    |
| 1990           | Гуарані           | Серія B        | 0     | 0    |
| Японія         | Японія            | Японія         | Ліга  | Ліга |
| 1991/92        | Фуджита Індастріс | Дивізіон 2 ЯФЛ | 27    | 12   |
| 1992           | Фуджита Індастріс | Футбольна ліга | 15    | 4    |
| 1993           | Нагоя Грампус     | Джей-ліга      | 8     | 2    |
| Країна         | Бразилія          | Бразилія       | 173   | 27   |
| Країна         | Франція           | Франція        | 20    | 6    |
| Країна         | Японія            | Японія         | 50    | 16   |
| Загалом        | Загалом           | Загалом        | 243   | 49   |

### У збірній
| національна збірна Бразилії | національна збірна Бразилії | національна збірна Бразилії |
| Рік                         | Матчі                       | Голи                        |
| --------------------------- | --------------------------- | --------------------------- |
| 1980                        | 2                           | 0                           |
| 1981                        | 1                           | 0                           |
| 1982                        | 0                           | 0                           |
| 1983                        | 2                           | 0                           |
| 1984                        | 0                           | 0                           |
| 1985                        | 0                           | 0                           |
| 1986                        | 0                           | 0                           |
| 1987                        | 2                           | 0                           |
| Загалом                     | 7                           | 0                           |

### Як тренера
| Команда    | З       | До      | Досягнення | Досягнення | Досягнення | Досягнення | Досягнення |
| Команда    | З       | До      | Іг         | В          | Н          | П          | % Перемог  |
| ---------- | ------- | ------- | ---------- | ---------- | ---------- | ---------- | ---------- |
| Урава Редс | 2001    | 2001    | 12         | 3          | 3          | 6          | 25,00      |
| Загалом    | Загалом | Загалом | 12         | 3          | 3          | 6          | 25,00      |

## Титули і досягнення
- Ліга Пауліста:
  -  Чемпіон (3): 1978 («Сантус»), 1985, 1987 («Сан-Паулу»)

- Серія A (Бразилія)
  -  Чемпіон (1): 1986 («Сан-Паулу»)

- Панамериканські ігри
  -  Чемпіон (1): 1987